# Sídliště Severní Terasa
Sídliště Severní Terasa (označováno také pouze Severní Terasa) je sídliště v Ústí nad Labem na vyvýšenině na levém břehu Labe sousedící s Kočkovem, sídlištěm Hornická-Stará a sídlištěm Stříbrníky. Patří do stejnojmenného obvodu Ústí nad Labem-Severní terasa, jehož úřad zde sídlí. Centrum sídliště tvoří Centrální park (nazýván též jako Park Družby).

## Historie

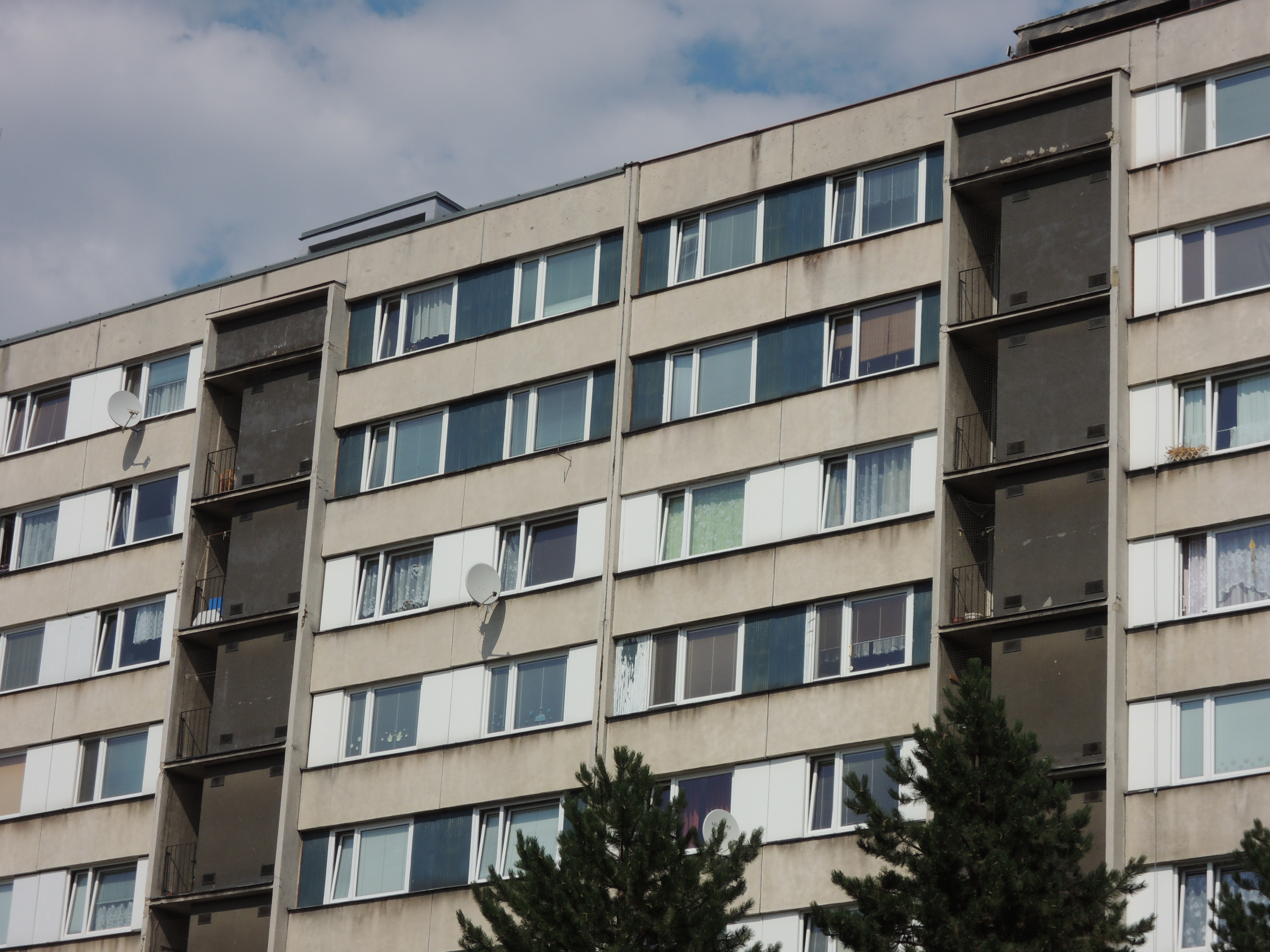
Částečně původní panelovým dům konstrukční soustavy T06B s meziokenními vložkami z modrého plechu.

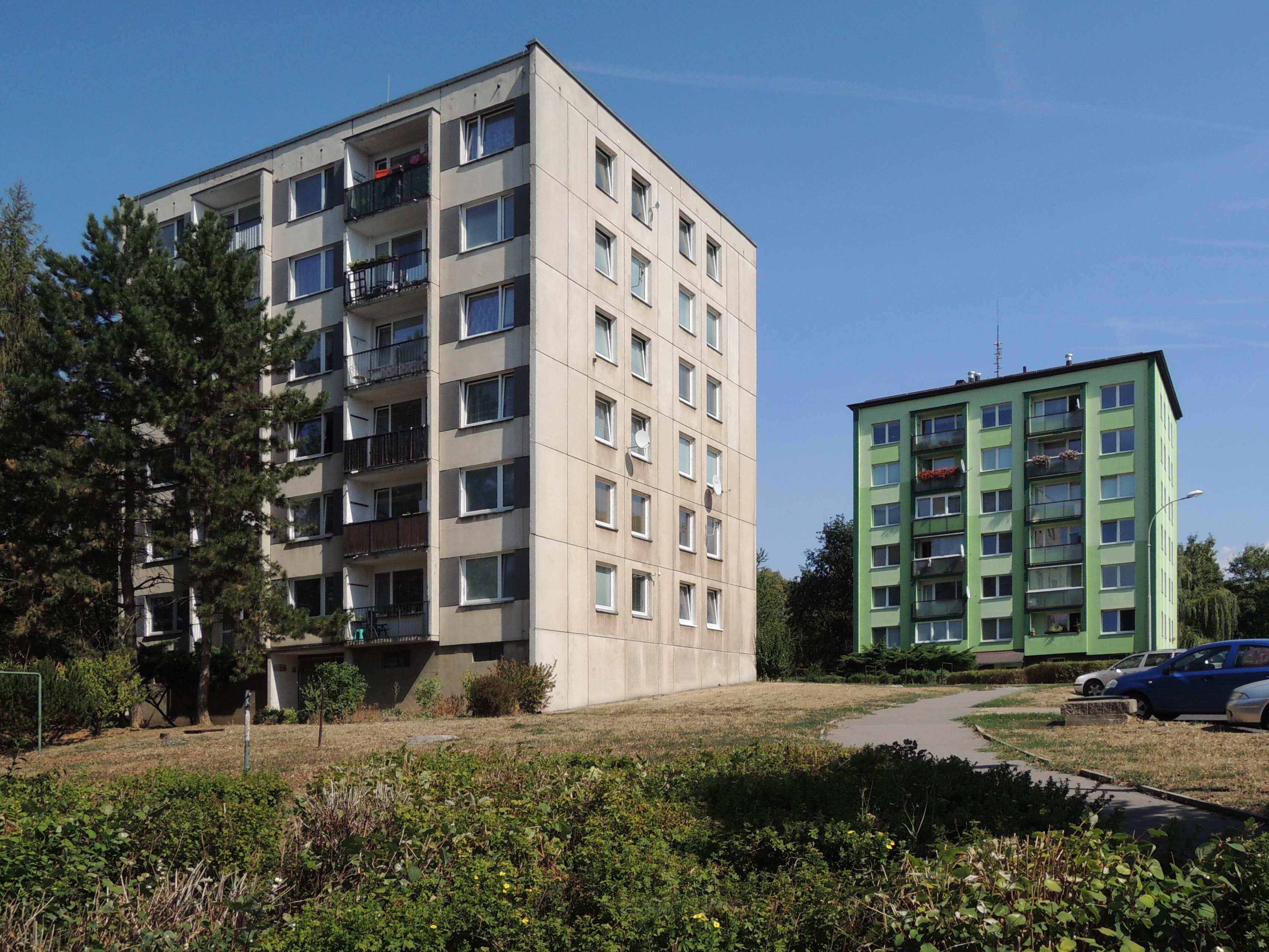
Další původní panelový dům vedle domu již zatepleného

První plány na zástavbu v severní části města zahrnující kromě okraje Severní Terasy především Skřivánek představil drážďanský architekt Klett roku 1907. Další návrhy přinesla urbanistická soutěž v roce 1928, kdy první místo získal návrh německého architekta Otty Mefferta z Hannoveru. Této soutěže se zúčastnila i umělecká škola Bauhaus v Desavě. Její návrh zpracoval student Arieh Sharon pod vedením dvou učitelů jako svou diplomovou práci. Žádný z těchto návrhů nakonec nebyl realizován a území zůstalo převážně zemědělsky využívané.
V roce 1962 byla vyhlášena Městským národním výborem soutěž na nové sídliště v lokalitě mezi Stříbrníky a Kočkovem. Soutěže se zúčastnilo 31 týmů z celé země, předsedou komise byl syn architekta Josefa Gočára Jiří Gočár. Zvítězil návrh místních architektů Václava Krejčího, Josefa Gabriela a Mojmíra Böhma. Podrobný plán byl zpracován v roce 1965 a s výstavbou začal podnik Pozemní stavby Ústí nad Labem v roce 1967. V návrhu bylo sídliště rozděleno do 4 okrsků (3 kolem parku, 4. v oblasti Stříbrníků). Každý měl mít své jesle, mateřskou školku, základní školu a obchodní středisko. I tento plán byl později upravován a upřesňován až do roku 1986, například původně šestnáctipatrové domy musely být sníženy o čtyři patra a obchodní střediska se vybudovala pouze dvě. Kromě klasických panelových bytových domů byl také postaven dům hotelového bydlení. Tento druh bydlení měl sloužit především pro bezdětné páry a jednotlivce, dokud svou domácnost nerozšíří. Dále bylo plánováno kromě základních prodejen i několik specializovaných, kulturní dům, rozhlasové studio, pošta, hotel a několik sportovních zařízení včetně krytého bazénu. Velká část těchto zařízení měla stát v plánovaném centru obvodu, ze kterého se postavil pouze hotel Máj a budovy krajské politické školy (pozdější rektorát UJEP). Též se začalo stavět sektorové centrum, avšak po revoluci nebylo dostavěno a v roce 2009 bylo torzo zbouráno. Celkově bylo naplánováno a postaveno 6 750 bytů, ve kterých dle tehdejších přepočtů mělo bydlet 21 000 obyvatel. Po roce 1989 probíhají průběžné opravy a revitalizace jednotlivých panelových domů, dalších objektů a veřejných prostor.  Také byly některé ulice přejmenovány (např. Družby na Špálova) a rozděleny (např. Gagarinova na Gagarinovu, Glennovu a Oblou).

## Obyvatelstvo
| Rok            | 1980   | 1991   | 2001   | 2011  | 2021  |
| -------------- | ------ | ------ | ------ | ----- | ----- |
| Počet obyvatel | 13 490 | 11 869 | 10 336 | 9 475 | 8 947 |

## Technologie
Sídliště se začalo stavět pomocí konstrukční soustavy T 06 B. Některé zdroje uvádí informaci o tom, že po roce 1970 se zaváděla soustava B 70, díky které mělo být dosaženo rozmanitějších dispozic bytů. Taktéž se však objevují tvrzení o tom, že soustava B 70 se prvně použila až na později stavěném sídlišti v Krásném Břězně a zde byla užita pouze zmíněná T 06 B.
Nacházejí se zde čtyřpatrové, šestipatrové a dvanáctipatrové bodové domy, dále pak podélné osmipatrové. Zajímavostí je, že několik těchto podélných domů (v ulicích Pod Parkem a Větrná) se podařilo umístit na železobetonovou podnož a byly tedy průchozí. Část těchto průchodů byla po roce 1989 vyzděna a v prostorech vznikly obchody. Toto řešení hlavní autor Terasy kritizoval. V panelových domech se nachází byty od velikosti 1+kk (garsoniéry) po 4+1. 

## Výzdoba
Na Severní Terase se nachází řada sochařských děl. Ty stojí především v Centrálním parku a dále pak u staveb občanské vybavenosti. Až na výjimky jsou všechny tematicky sjednocené, hlavním motivem je rodina a mateřství. Také se zde nachází mozaiky například na stěně základní školy Mírové. Některé sochy musely být v pozdějších dobách přemístěny, například z parkového náměstí, které dnes neslouží svému účelu.

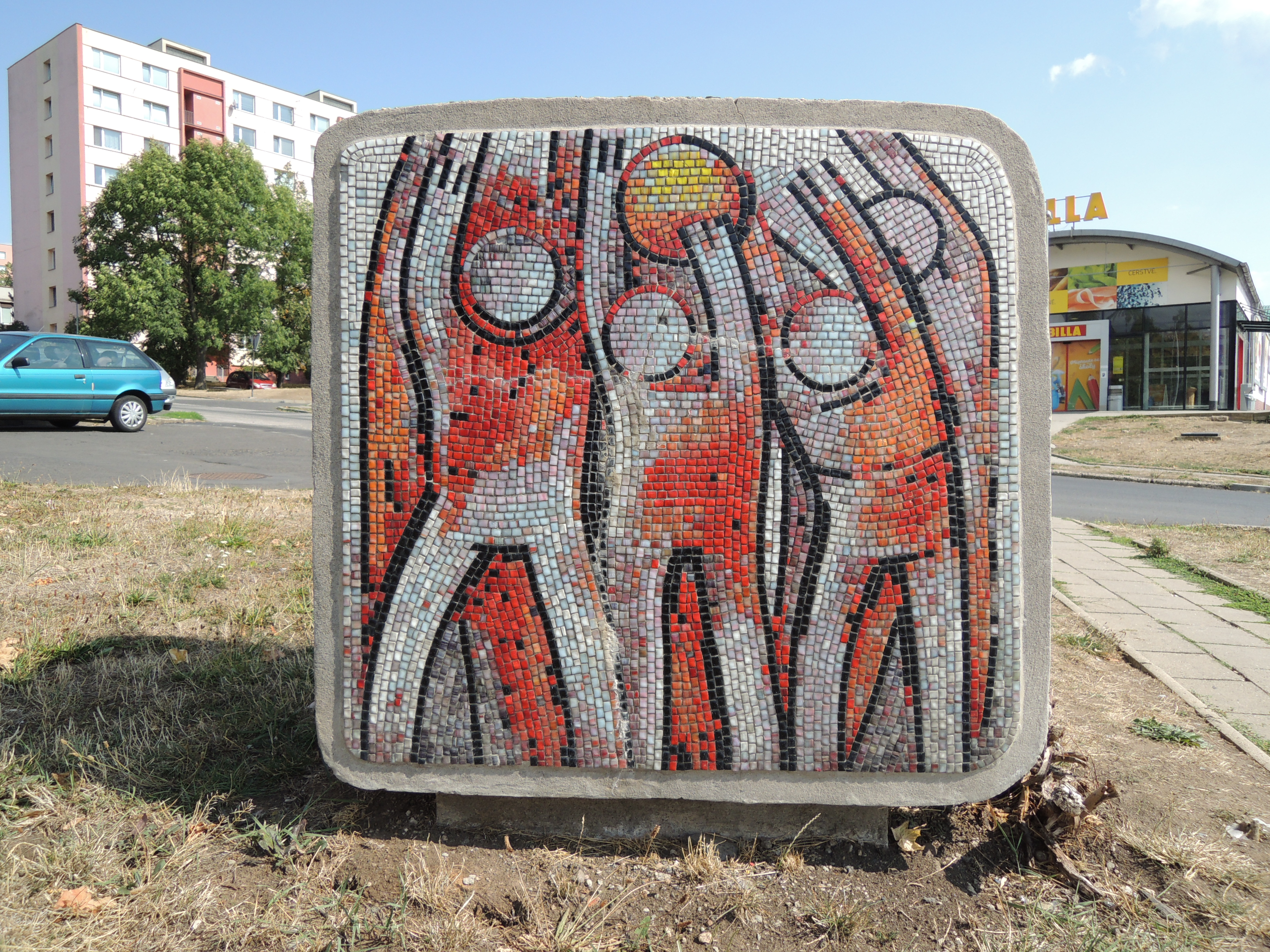
Dvojstranná mozaika s dětmi v Ladově ulici
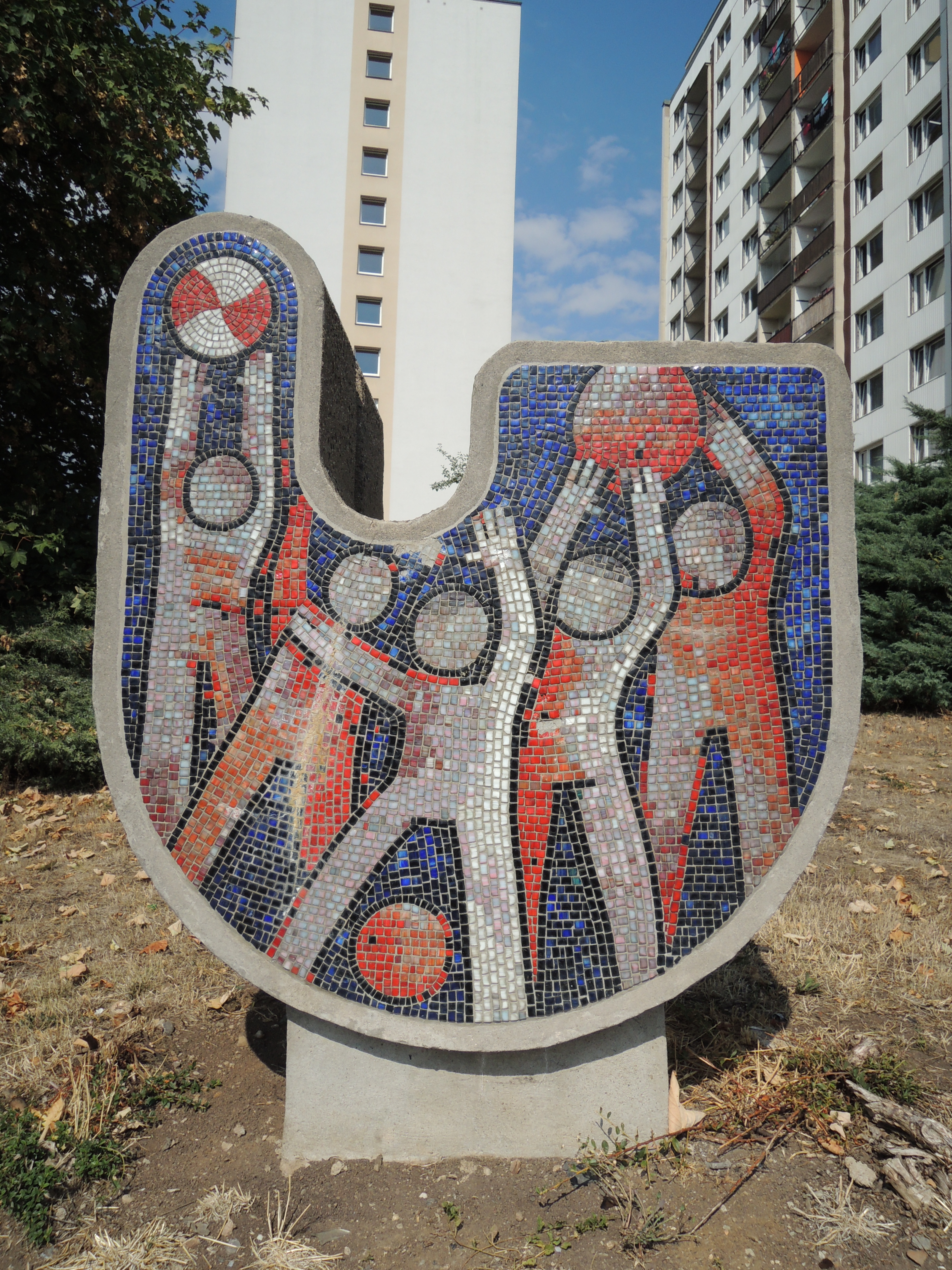
Další oboustranná mozaika před věžáky v Muchově ulici
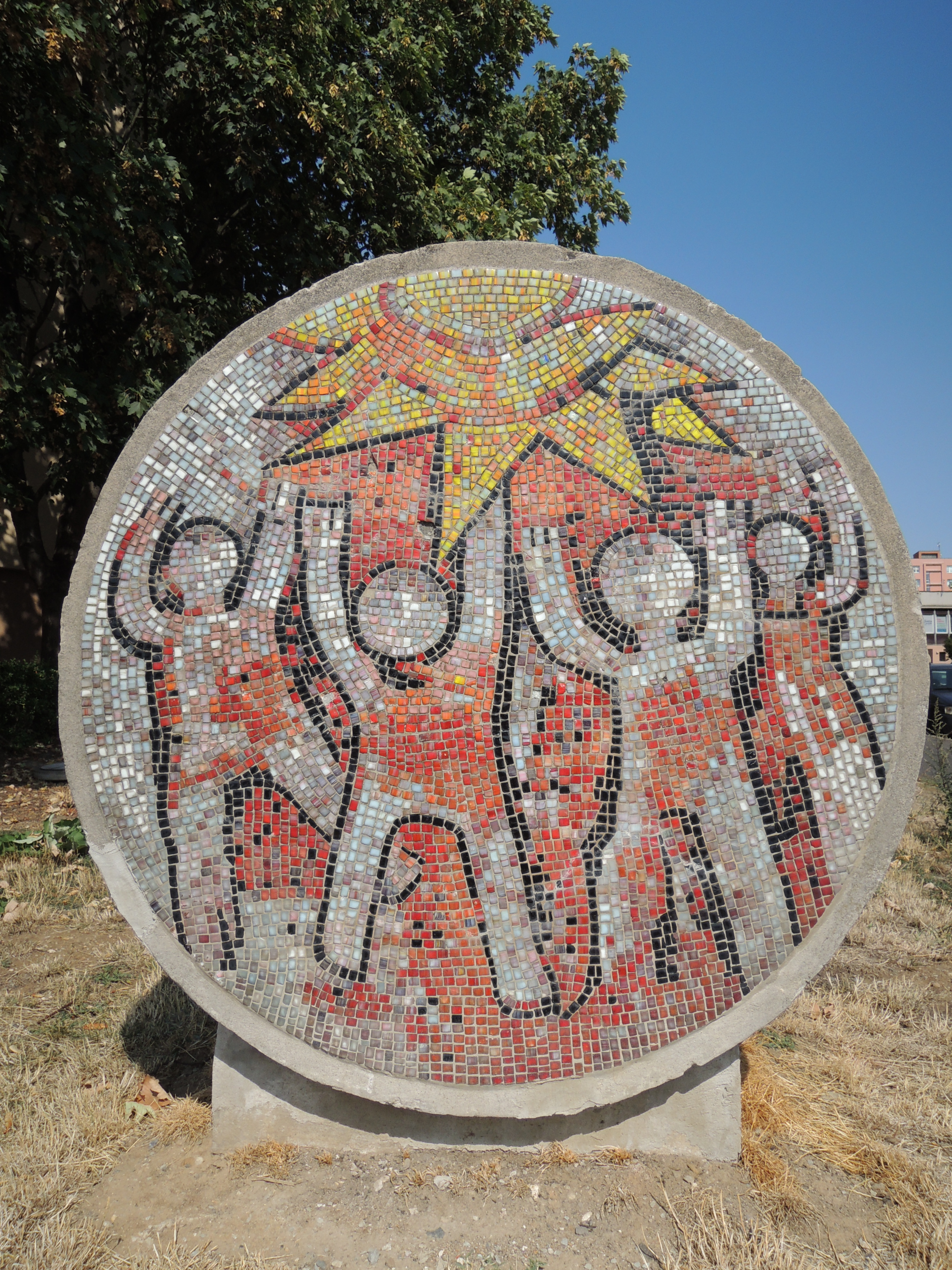
Dvojstranná mozaika s dětmi v Ladově ulici
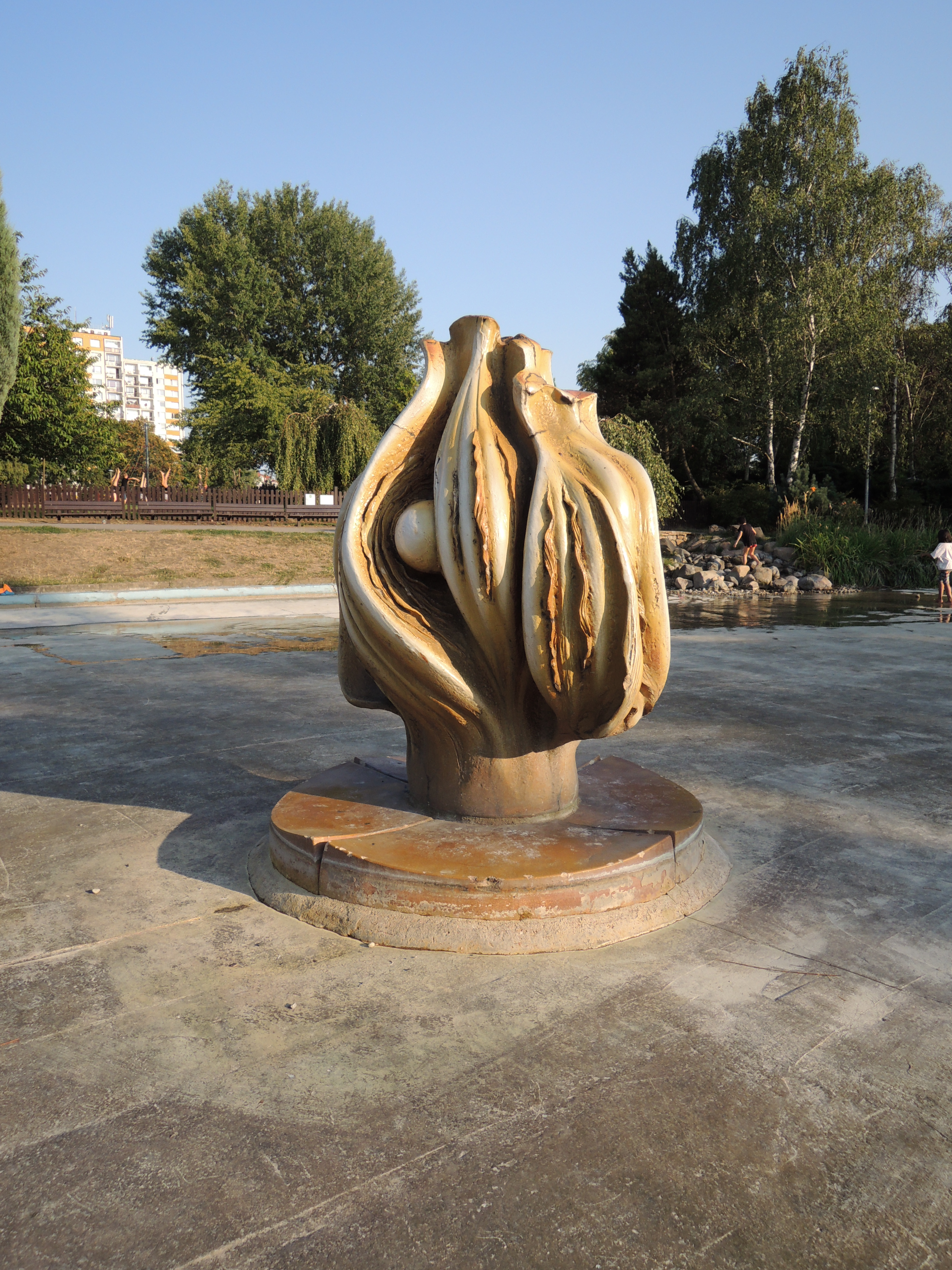
Socha ve vypuštěné laguně ve středu Centrálního parku
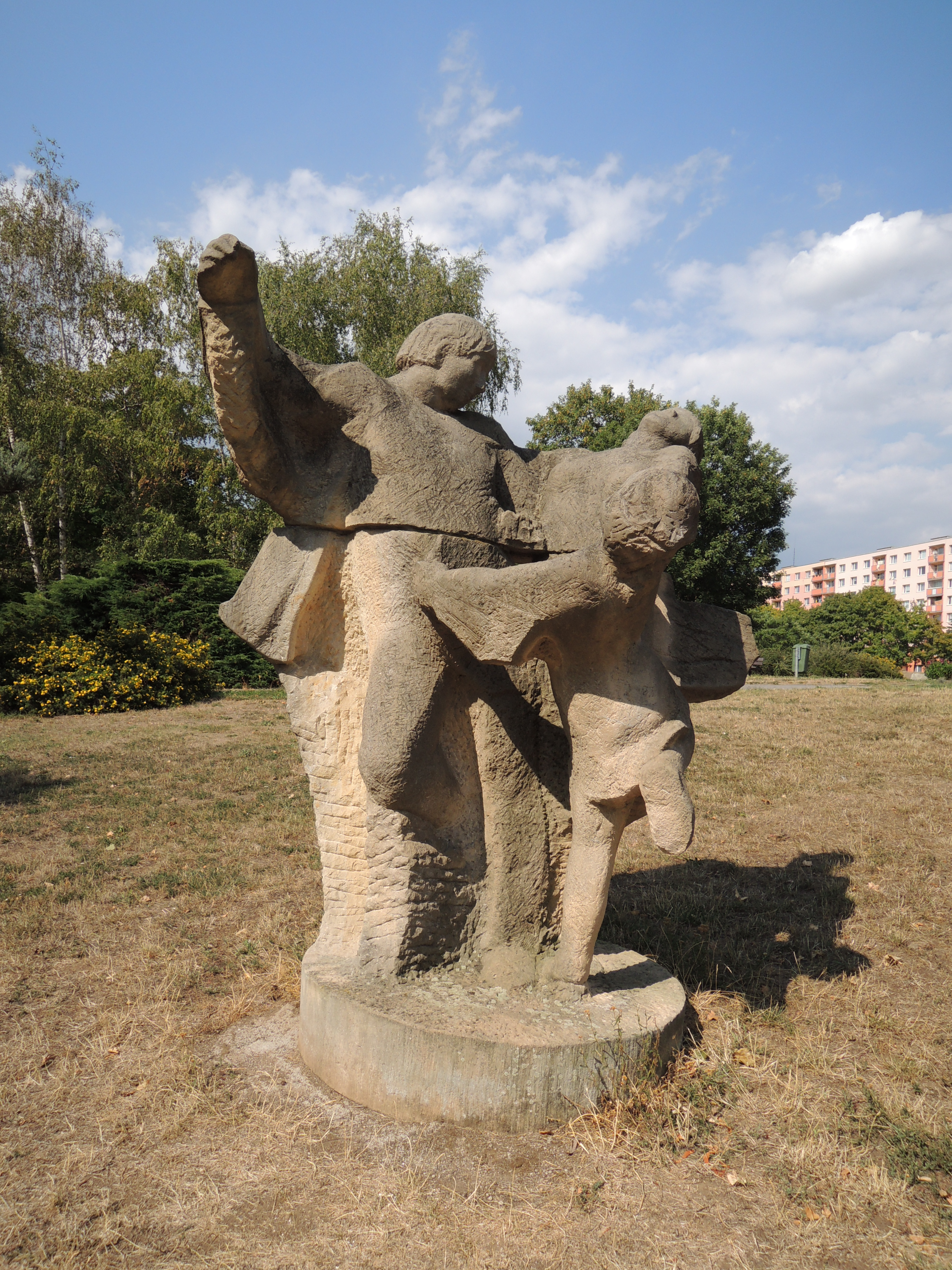
Sochy na rodinné motivy
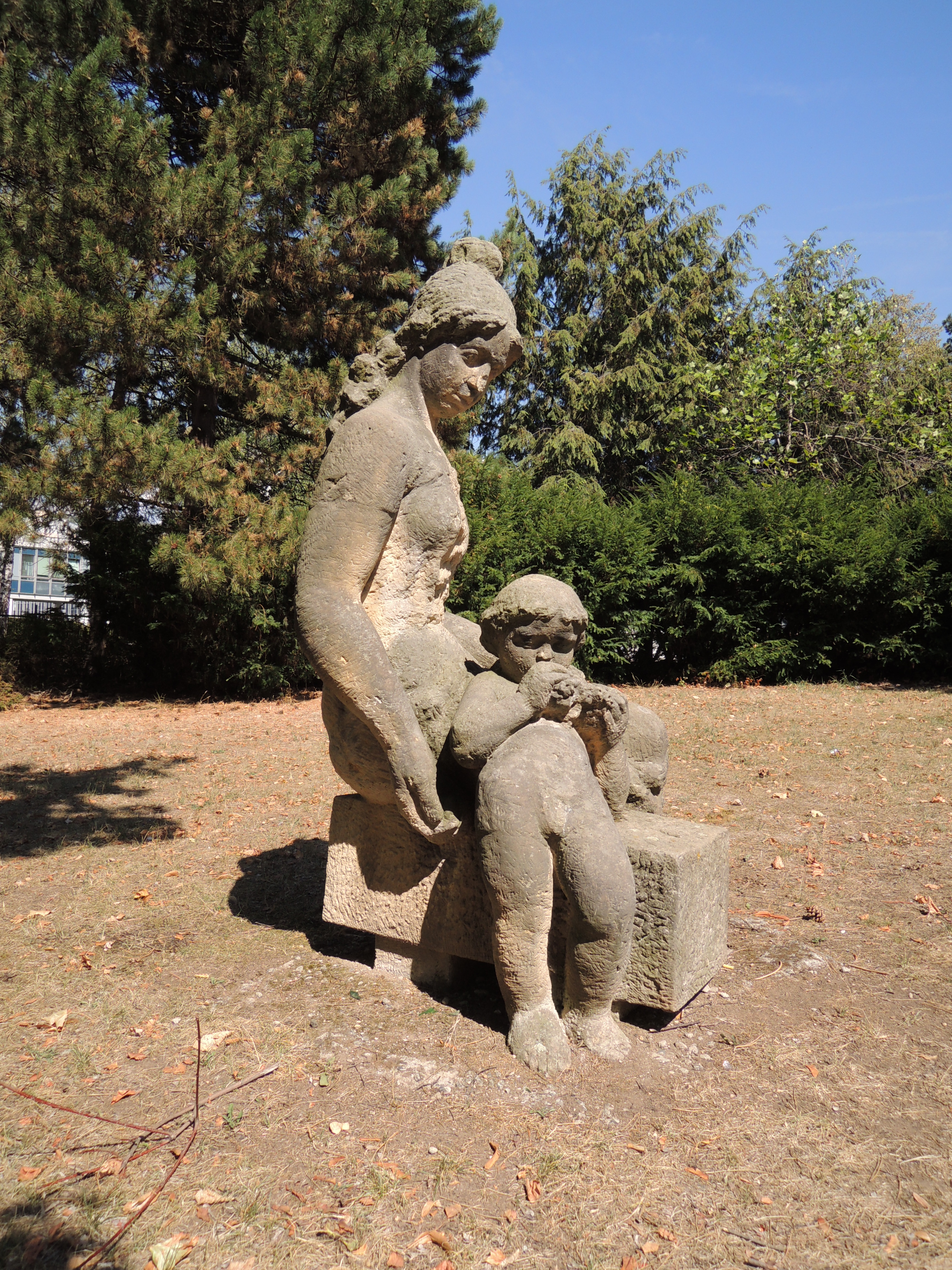
Socha na motiv mateřství
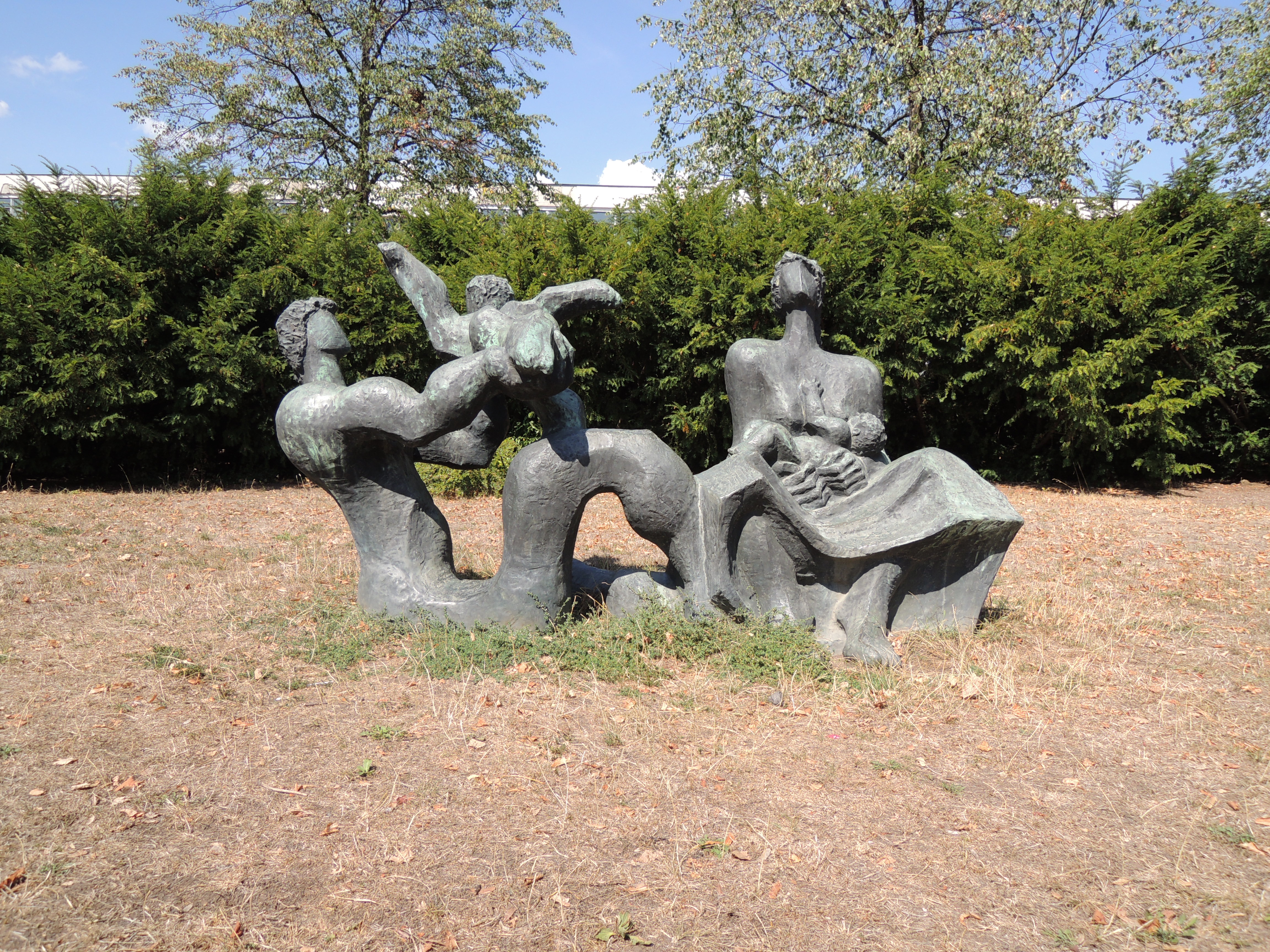
Sousoší na motivy rodiny v parku
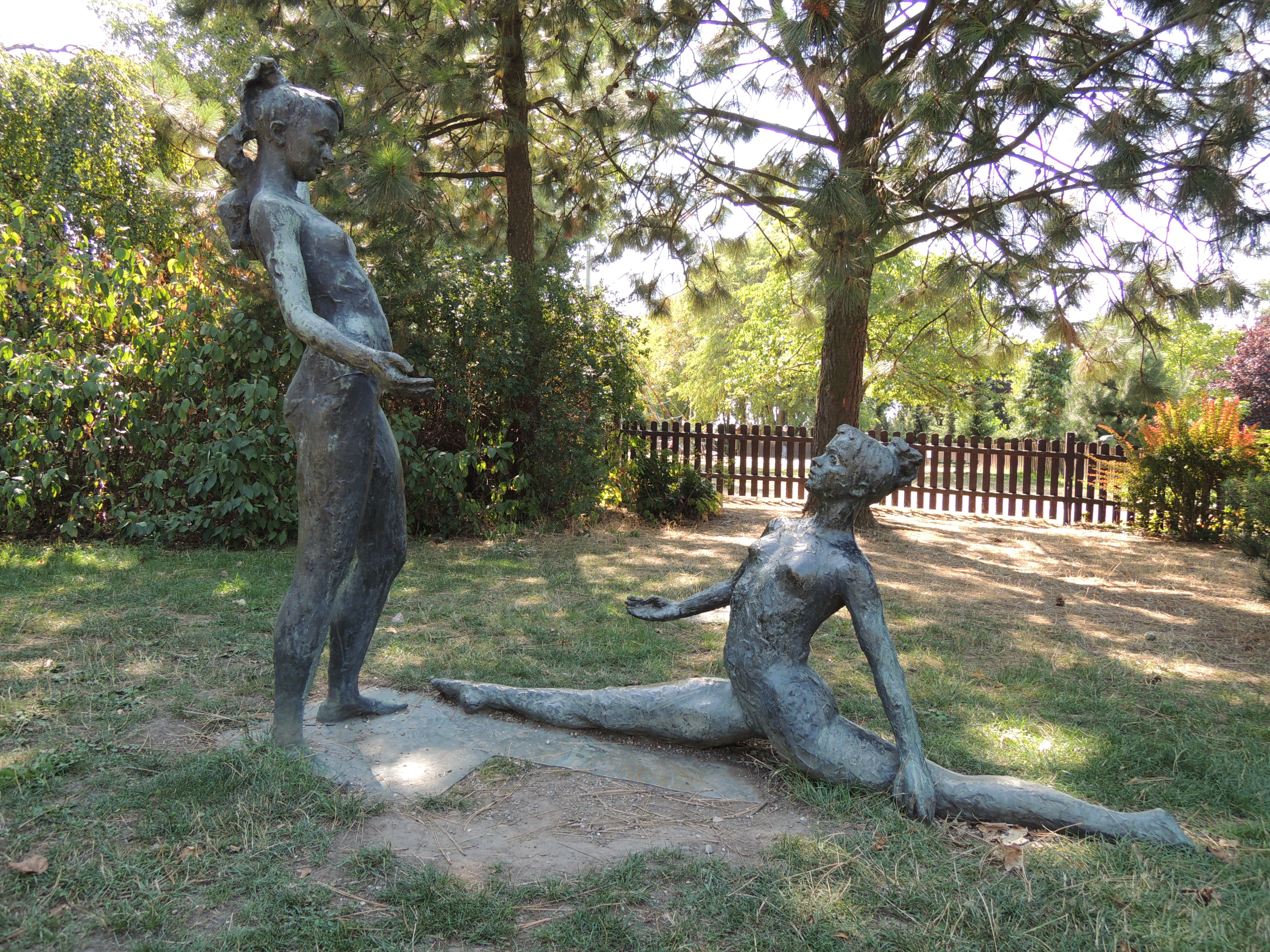
Sousoší tanečnic v parku
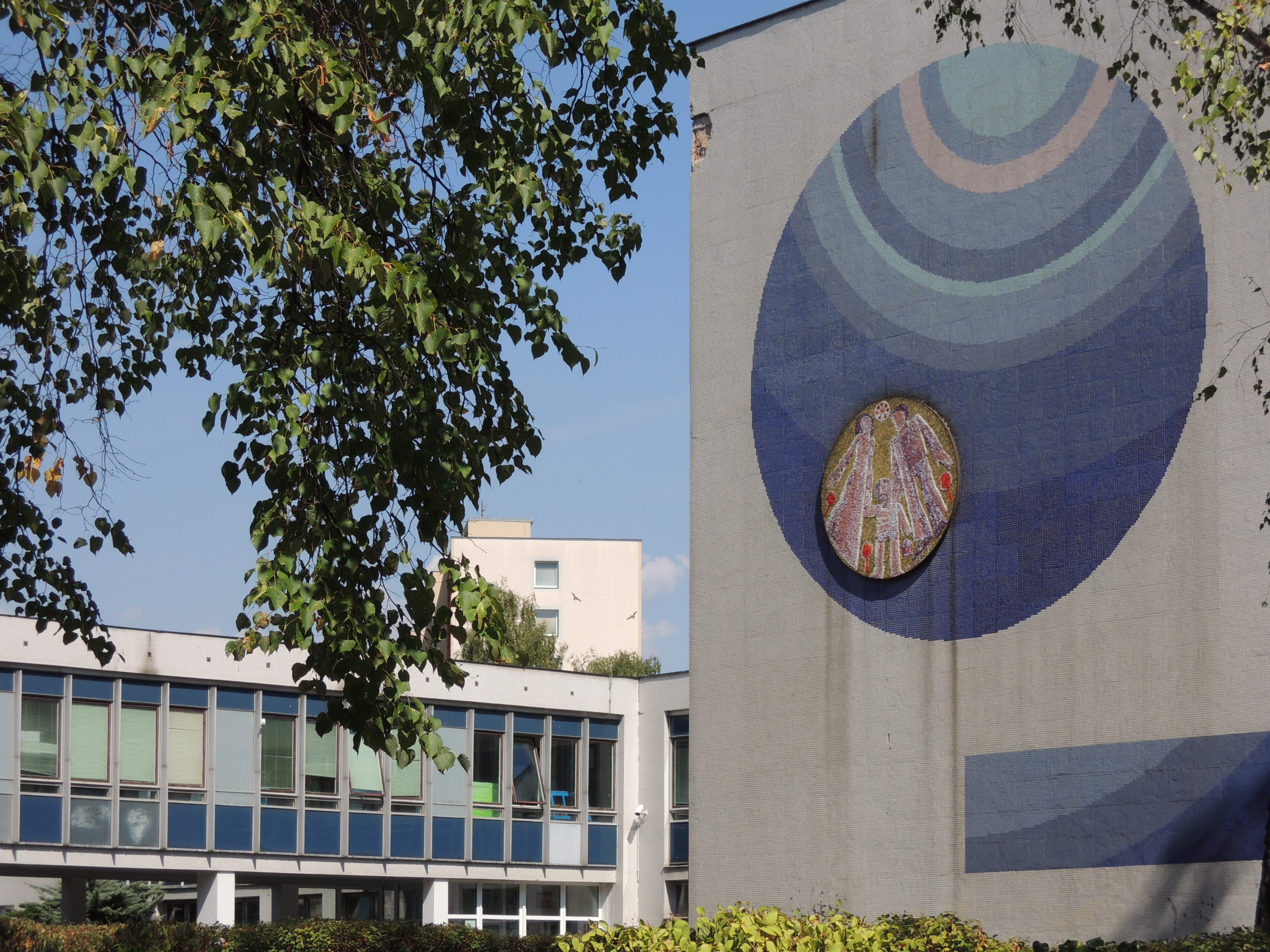
Mozaika na budově Základní školy Mírové od Miroslava Houry

Většina veřejných staveb v původní podobě má fasádu tvořenou bílými nezdobnými mozaikovými obklady a modrými nebo červenými boletickými panely.

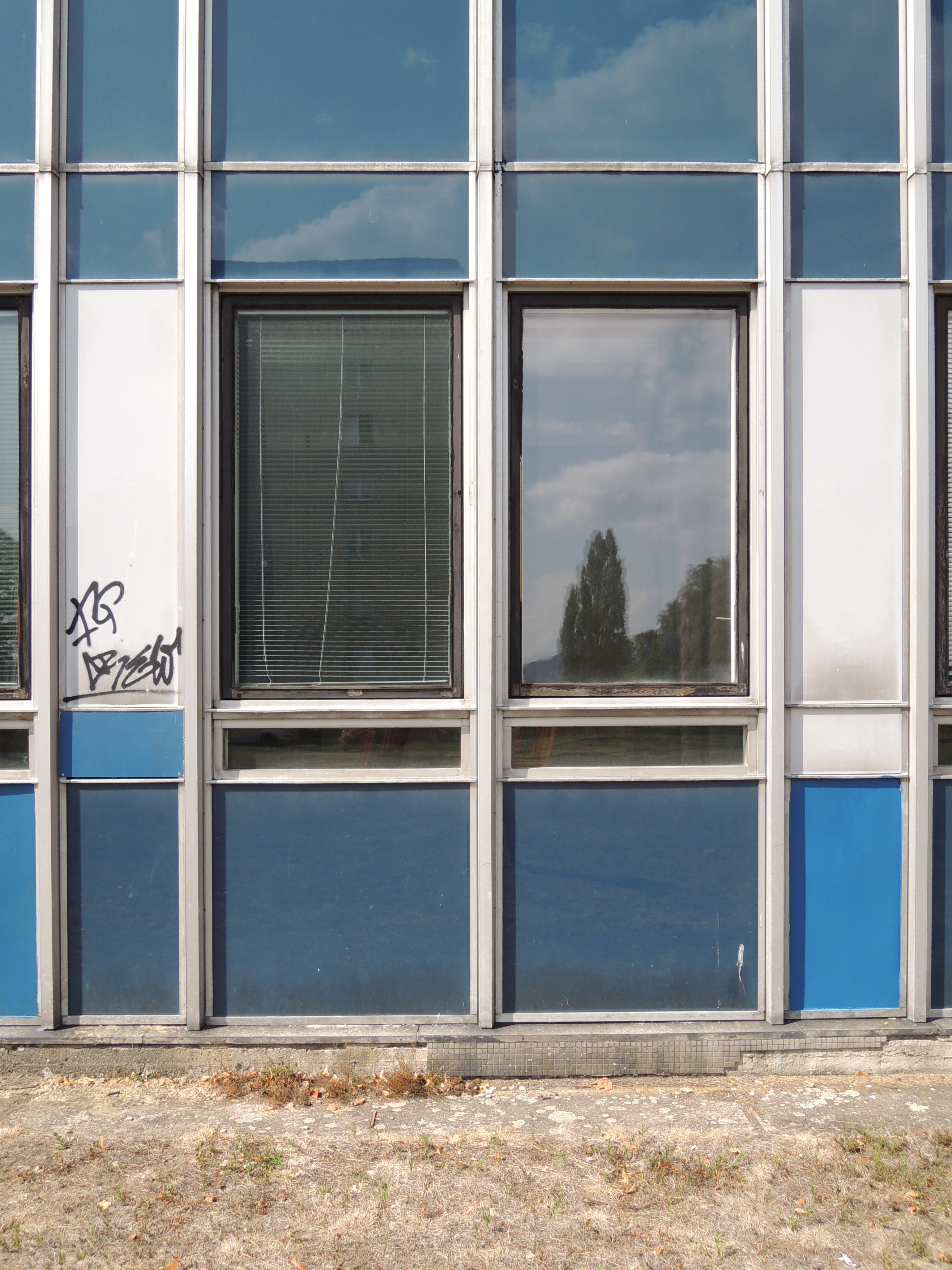
Modré boletické panely na budově gymnázia
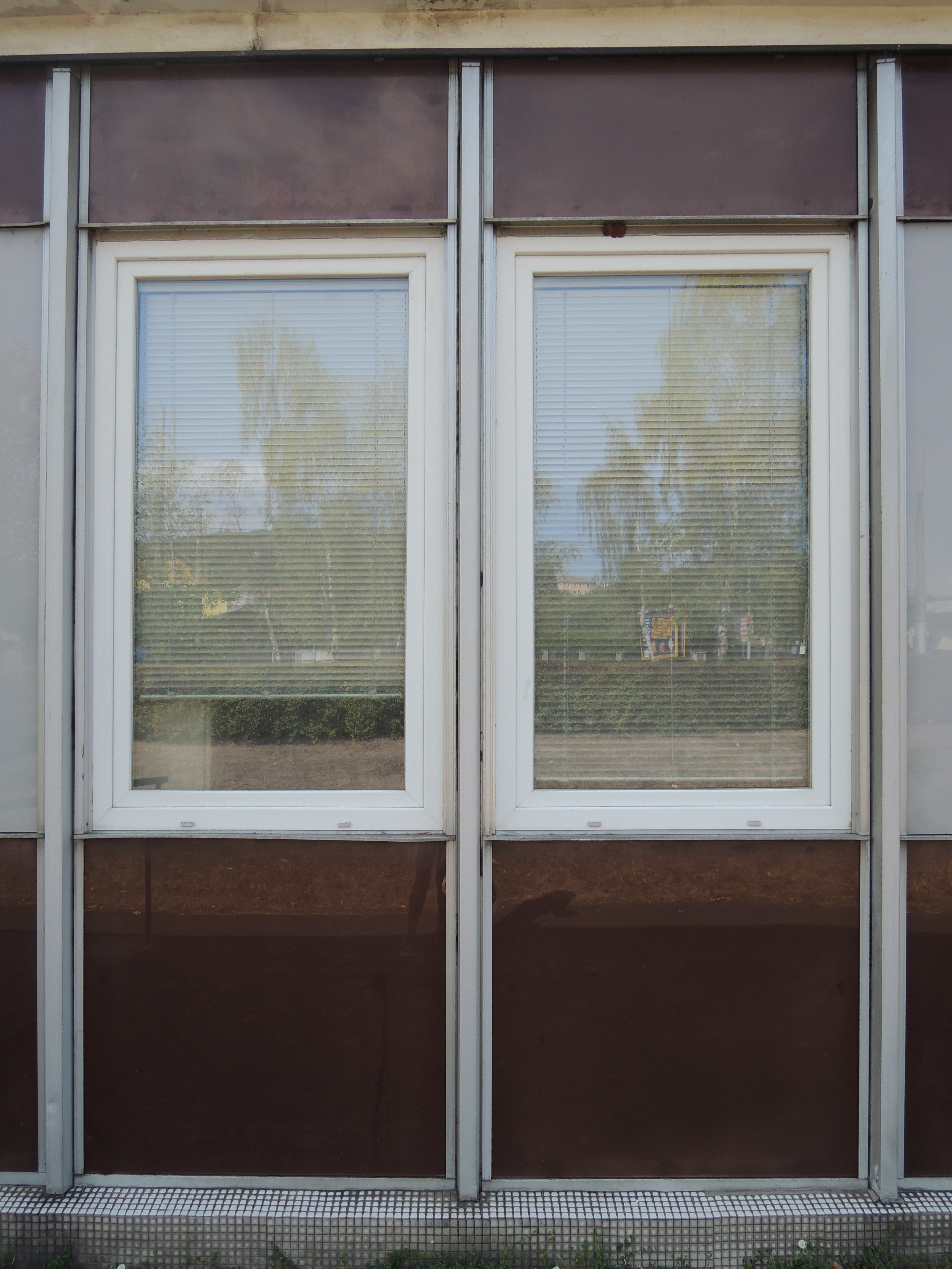
Červené boletické panely
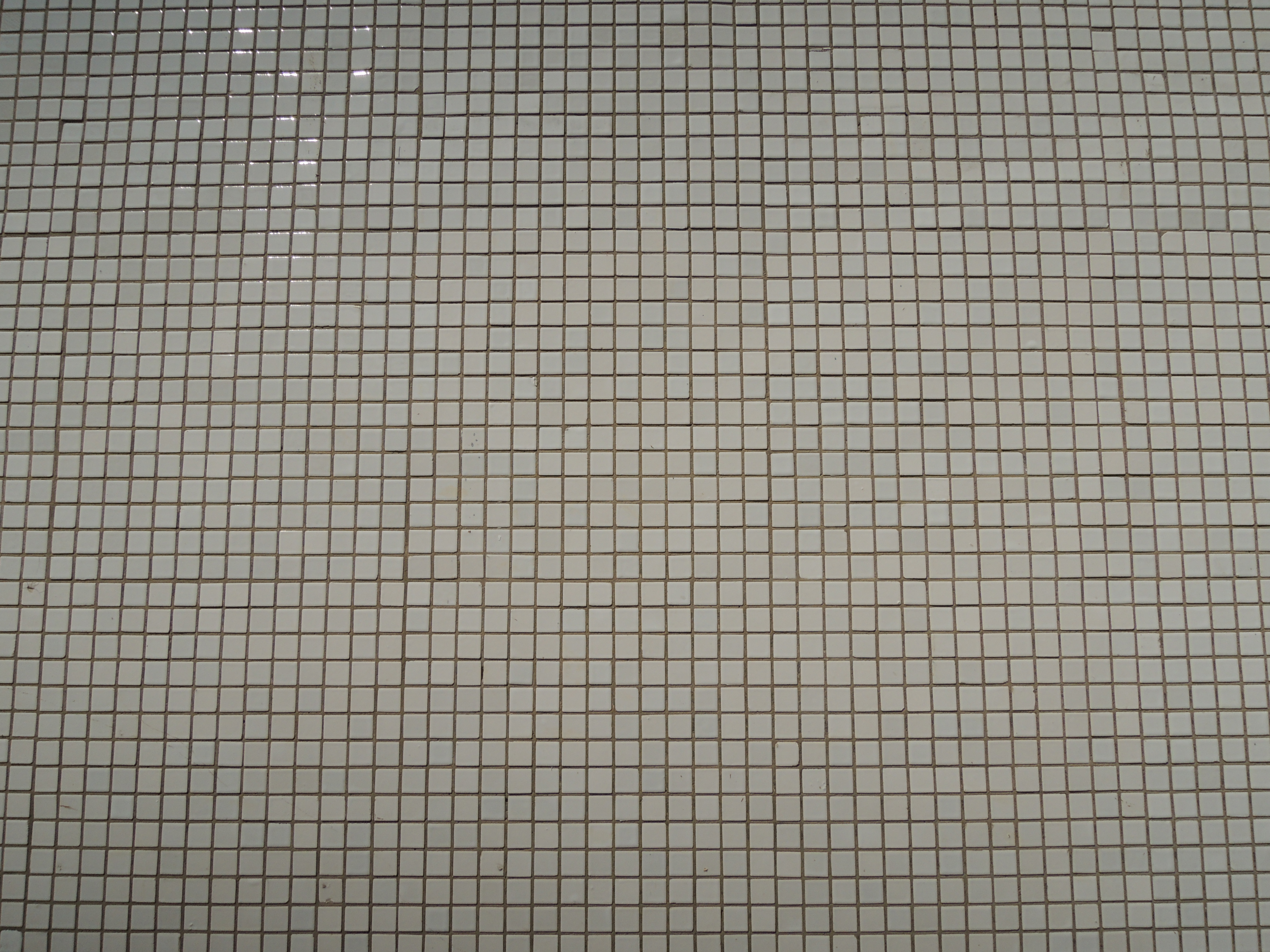
Bílá mozaika
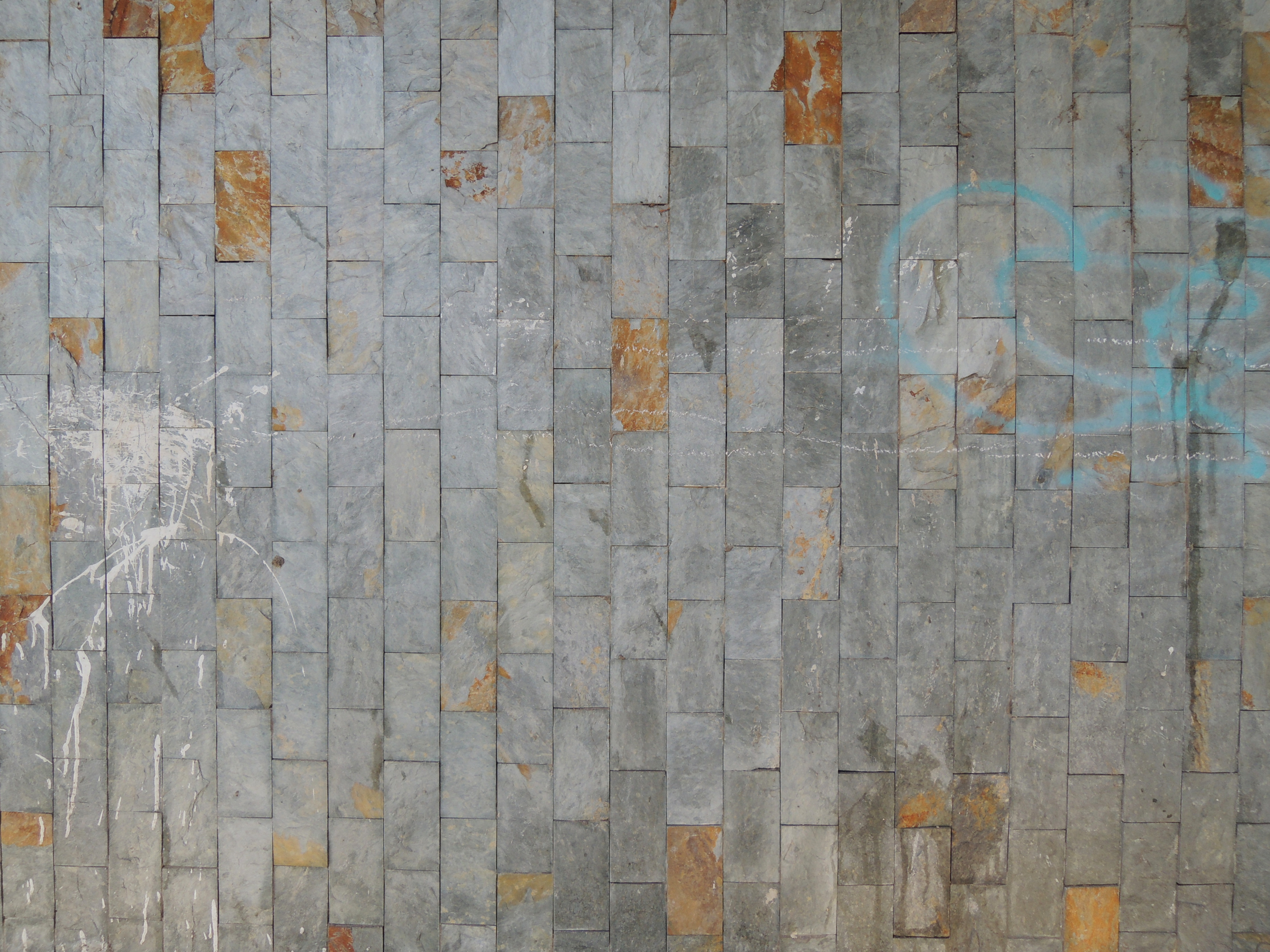
Břidlicové obklady, nejen na veřejných budovách

## Seznam ulic
V závorce uvedeno původní jméno s rokem poslední změny názvu.
- Burianova (Dimitrovova 1992)
- Gagarinova
- Glennova (Gagarinova 1992)
- Jana Zajíce (Dzeržínského 1990)
- Krušnohorská (Leningradská 1990)
- Ladova (ČSSP 1992)
- Maková (Stavbařů 1992)
- Marvanova (Dimitrovova 1992)
- Meruňková (Stavbařů 1992)
- Mezní (Dimitrovova 1992)
- Mírová
- Na Ovčárně (Dimitrovova 1990)
- Oblá (Gagarinova 1992)
- Ořechová (Stavbařů 1992)
- Ovocná (Stavbařů 1992)
- Pod Parkem (Mírová 1992)
- Sociální péče (Reinhard Heydrich Straße 1945)
- Stavbařů
- Svojsíkova (Komsomolská 1992)
- Šípková (Stavbařů 1992)
- Špálova (Družby 1990)
- Švestková (Stavbařů 1992)
- Větrná (Dimitrovova 1992)
- Višňová (Stavbařů 1992)
- Voskovcova (Dimitrovova 1992)
- V Klidu (Dzeržínského 1990)
- Werichova (Dimitrovova 1992)
- Zvonková (Stavbařů 1992)

## Doprava

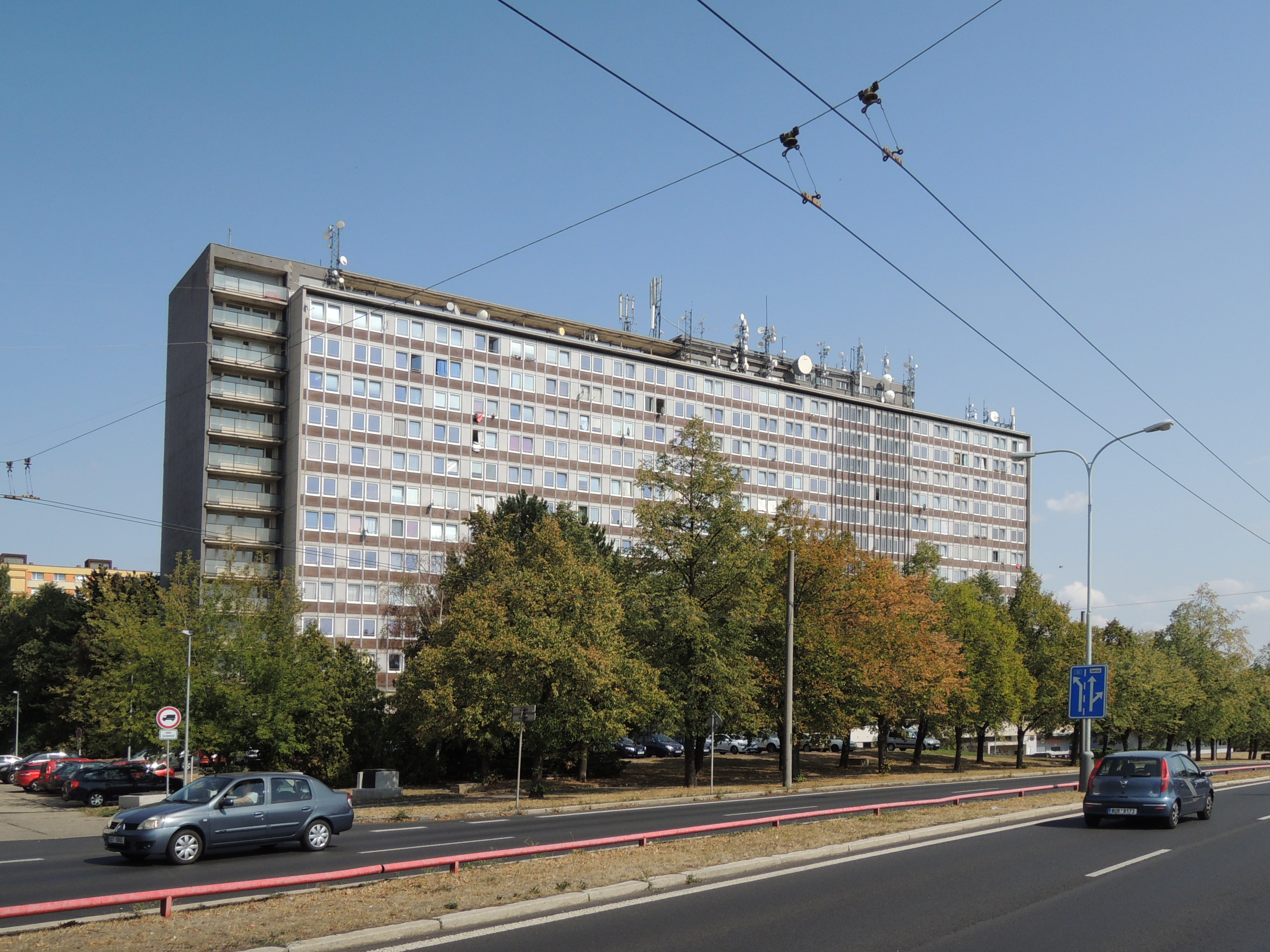
Dům hotelového bydlení na kraji sídliště u čtyřproudé komunikace v ulici Sociální Péče

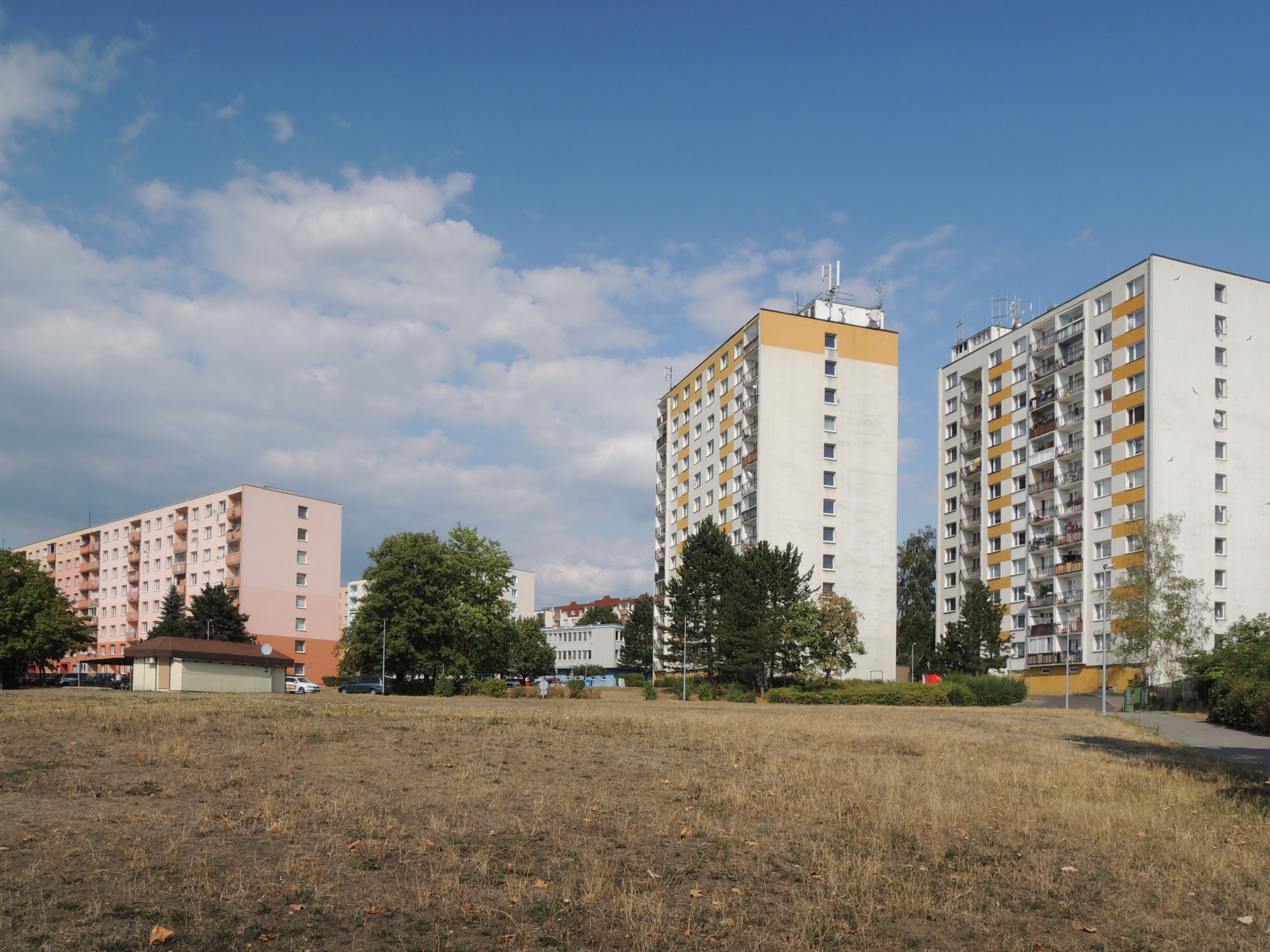
Střed parku s věžáky v ulici Stavbařů

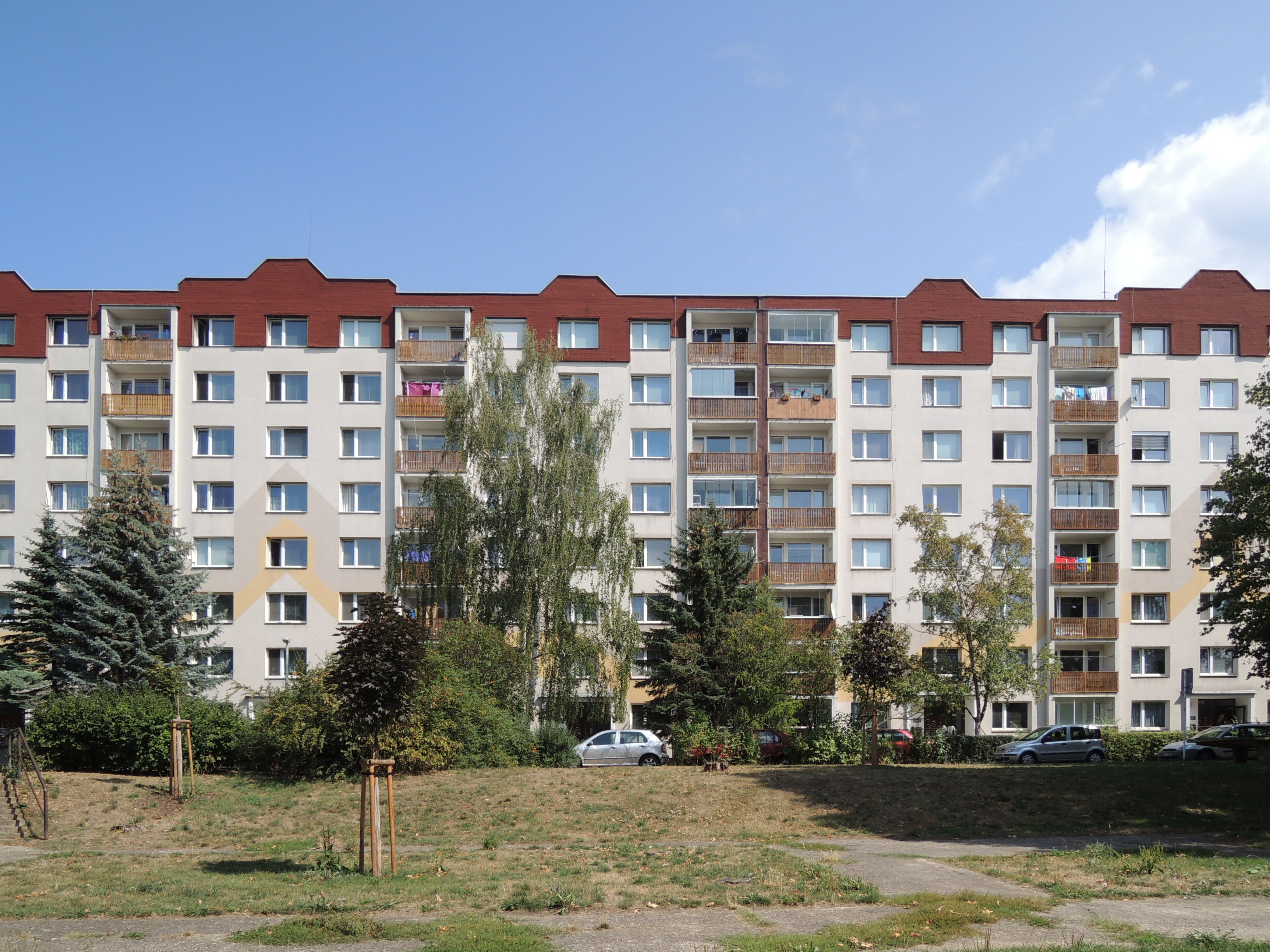
Panelové domy s umělými atikami v ulici Maková

Již v soutěžním návrhu hlavní komunikace (dnešní ulice Mezní, Krušnohorská a Sociální péče) obkružují sídliště a uvnitř nejsou téměř žádné průjezdné. Toto řešení, dle autora, zajišťuje klid a bezpečnost uvnitř samotného celku.  Nejvíce vozidel podle celostátního sčítání dopravy z roku 2016 projelo čtyřproudovou ulicí Sociální péče, která pokračuje na Bukov a do Božtěšic, průměrně se jednalo o 18 007 vozidel za den. Ulicí Mezní, která slouží čistě k obsluze sídliště, dle stejného sčítání, projelo za den průměrně 2 995 vozidel.
Hromadnou dopravu zajišťuje Dopravní podnik města Ústí nad Labem trolejbusovými a autobusovými linky. V roce 2020 také jezdila bezplatná sezónní linka pro svoz a odvoz cyklistů na Labskou cyklostezku. Nachází se zde konečné zastávky Mírová a Severní Terasa. 
| Linka | Trasa (kurzívou zastávky na Severní Terase)                                                                          | Poznámka                                                                        |
| ----- | --- | ------------------------------------------------------------------------------- |
| 2     | Mírová - Stavbařů - Krušnohorská - Poliklinika - Pod Svahem - Mírové náměstí                                         |                                                                                 |
| 5     | Všebořice OC - Severní Terasa - Gagarinova - Větrná - Stavbařů - Krásné Březno                                       |                                                                                 |
| 7     | (Severní Terasa - Gagarinova - Větrná) - Mírová - Stavbařů - Krušnohorská - Poliklinika - Globus - (Důl 5. květen)   | pouze v některé časy začíná na Severní Terase a jezdí na zastávku Důl 5. květen |
| 15    | Neznabohy - Sociální péče - Mírové náměstí - Vaňov - (Dolní Zálezly)                                                 | pouze v některé časy jezdí na zastávku Dolní Zálezly                            |
| 23    | Dobětice točna - Stavbařů - Mírová - Větrná - Gagarinova - Severní Terasa - Sociální péče - Poliklinika - Vozovna DP | pouze jednou za noc                                                             |

| Linka | Trasa (kurzívou zastávky na Severní Terase)                                                                      | Poznámka                                                                                |
| ----- | --- | --------------------------------------------------------------------------------------- |
| 43    | Severní Terasa - Gagarinova - Větrná - Mírová - Stavbařů - Krušnohorská - Elba - Mírové náměstí - Dobětice Točna | noční spoj, trasa totožná s linkou 53                                                   |
| 51    | Mírová - Větrná - Gagarinova - Severní Terasa - Sociální péče - Mírové náměstí - Skalka                          |                                                                                         |
| 53    | Severní Terasa - Gagarinova - Větrná - Mírová - Stavbařů - Krušnohorská - Elba - Mírové náměstí - Dobětice Točna | pouze v některé časy začíná na Severní Terase                                           |
| 55    | (Severní Terasa - Gagarinova - Větrná) - Mírová - Stavbařů - Krušnohorská - Elba - Mírové náměstí - Žežická      |                                                                                         |
| 60    | Mírová - Větrná - Gagarinova - Severní Terasa - Pod Holoměří - Mírové náměstí - Karla IV.                        |                                                                                         |
| 61    | Severní Terasa - Gagarinova - Větrná - Mírová - Stavbařů - Mírové náměstí - Globus - Staré Předlice              | pouze v některé časy jezdí od zastávky Divadlo dále k zastávkám Globus a Staré Předlice |

## Služby
Fungují zde dvě původní obchodní střediska - Horizont a Cíl, kde se nachází menší obchody, Norma, restaurace a kavárny. V 90. letech přibyly dvě řady menších obchůdků v původních průchodech domů na podnožích, jedna v ulici Větrná, druhá v ulici Pod Parkem. Zcela novým supermarketem je Billa v ulici Ladova. V blízkosti se též nachází hypermarket Albert a pošta na Stříbrníkách.

### Školství
- Mateřská školka v ulici Větrná
- Speciální mateřská školka Demosthénes v ulici Mírová
- Základní škola v ulici Mírová
- Speciální škola v ulici Pod Parkem
- Střední odborná škola a gymnázium dr. Václava Šmejkala v ulici Stavbařů

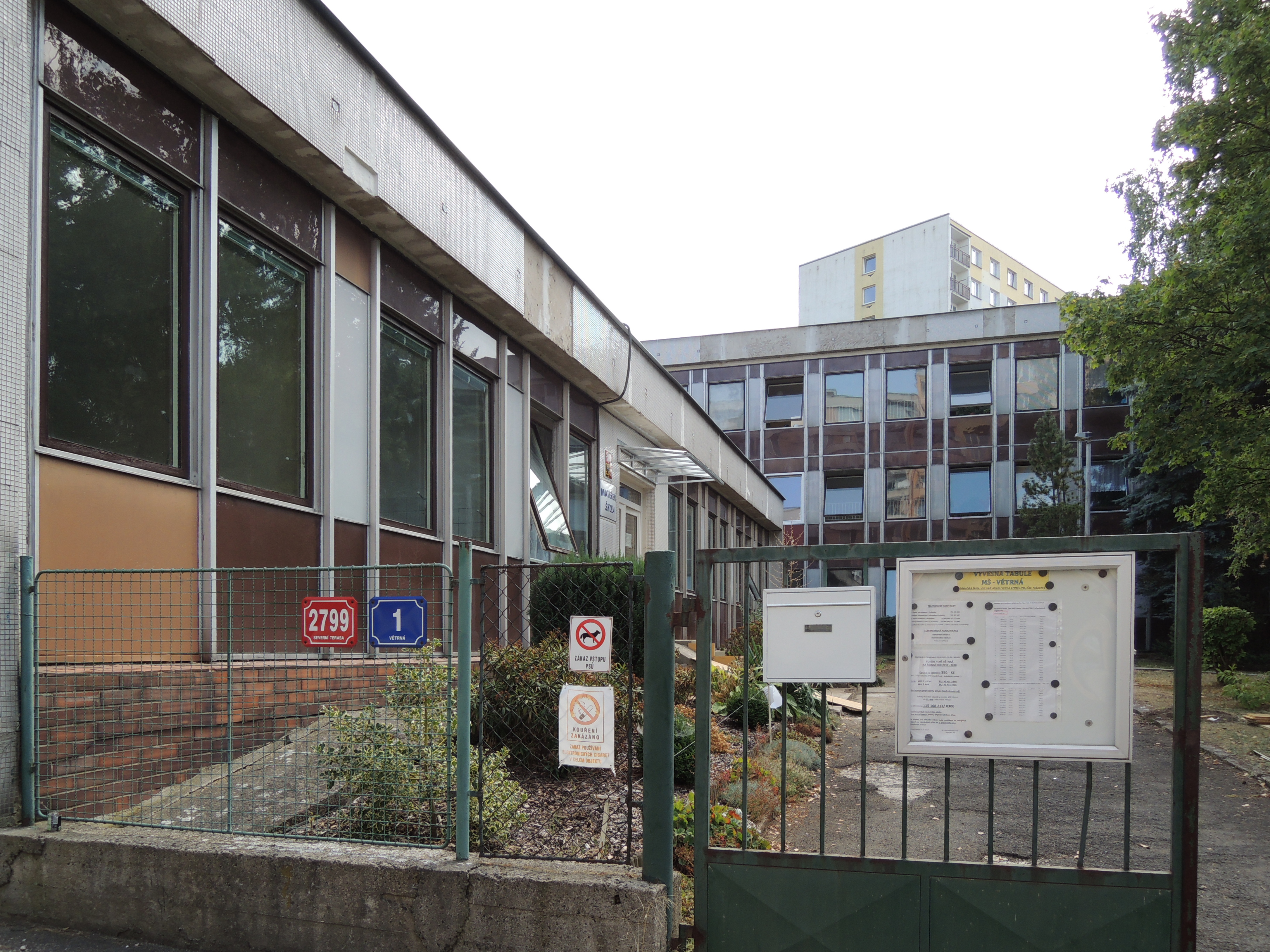
Mateřská školka ve Větrné ulici
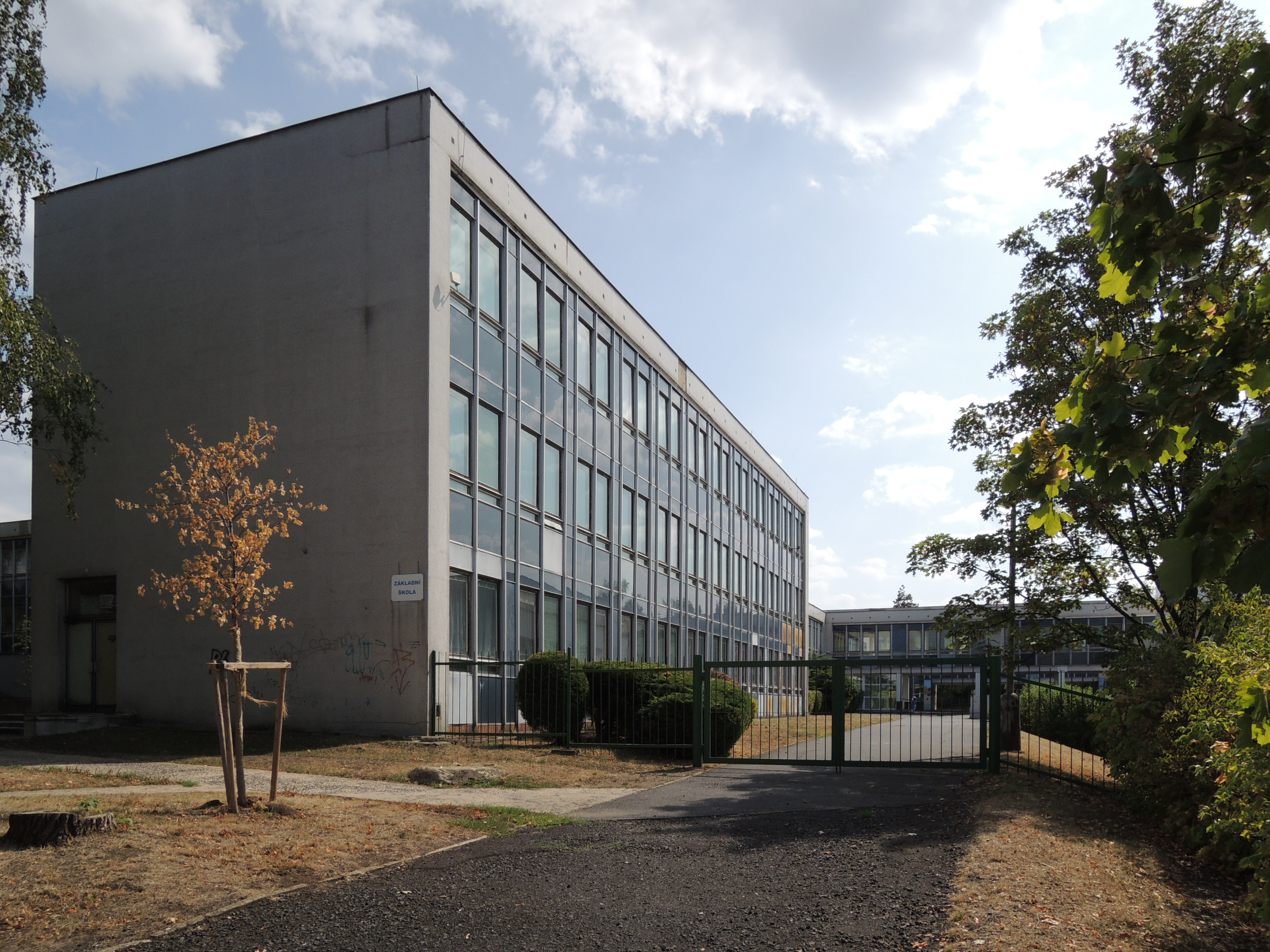
Základní škola Mírová
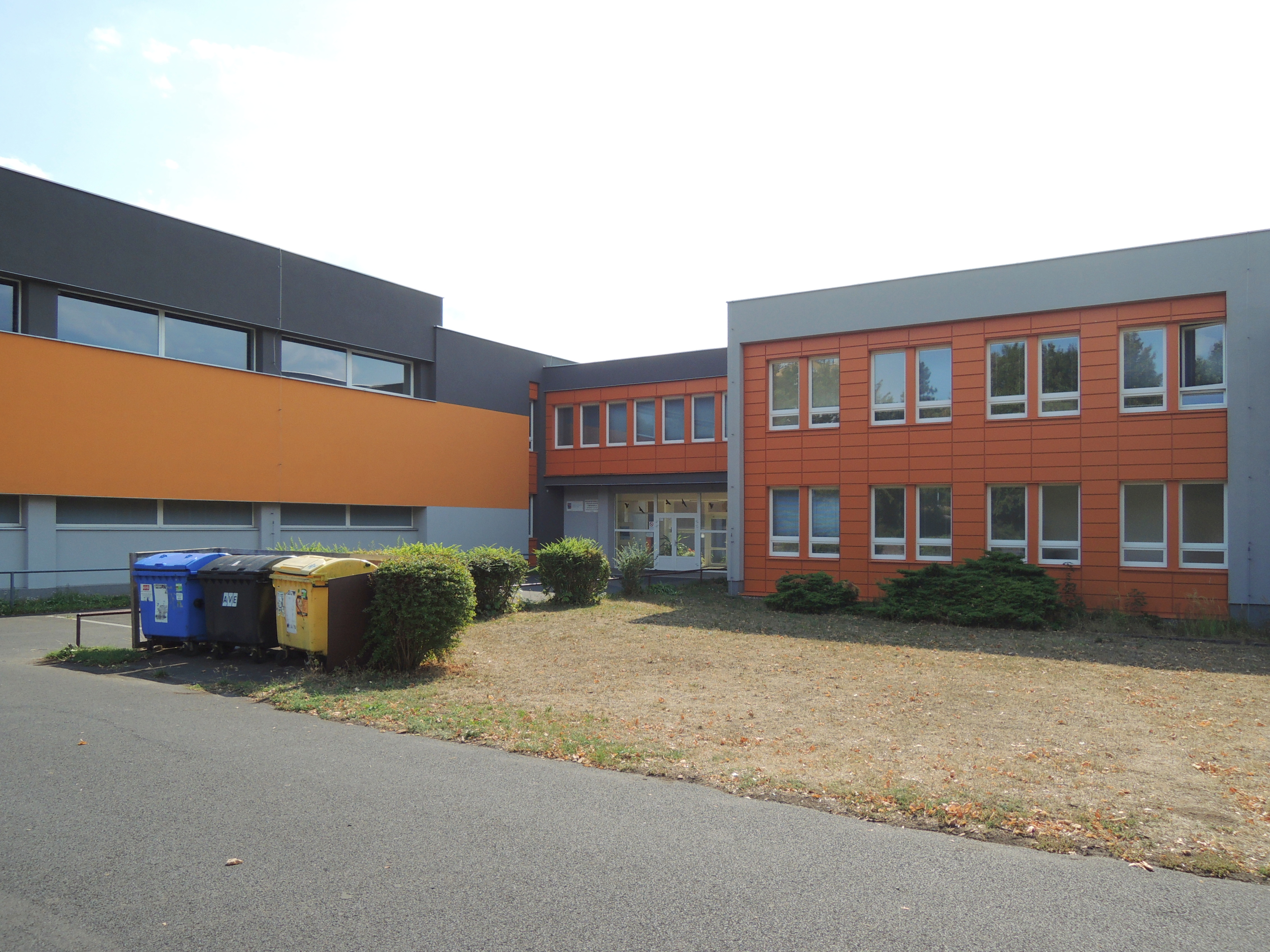
Speciální škola v ulici Pod Parkem
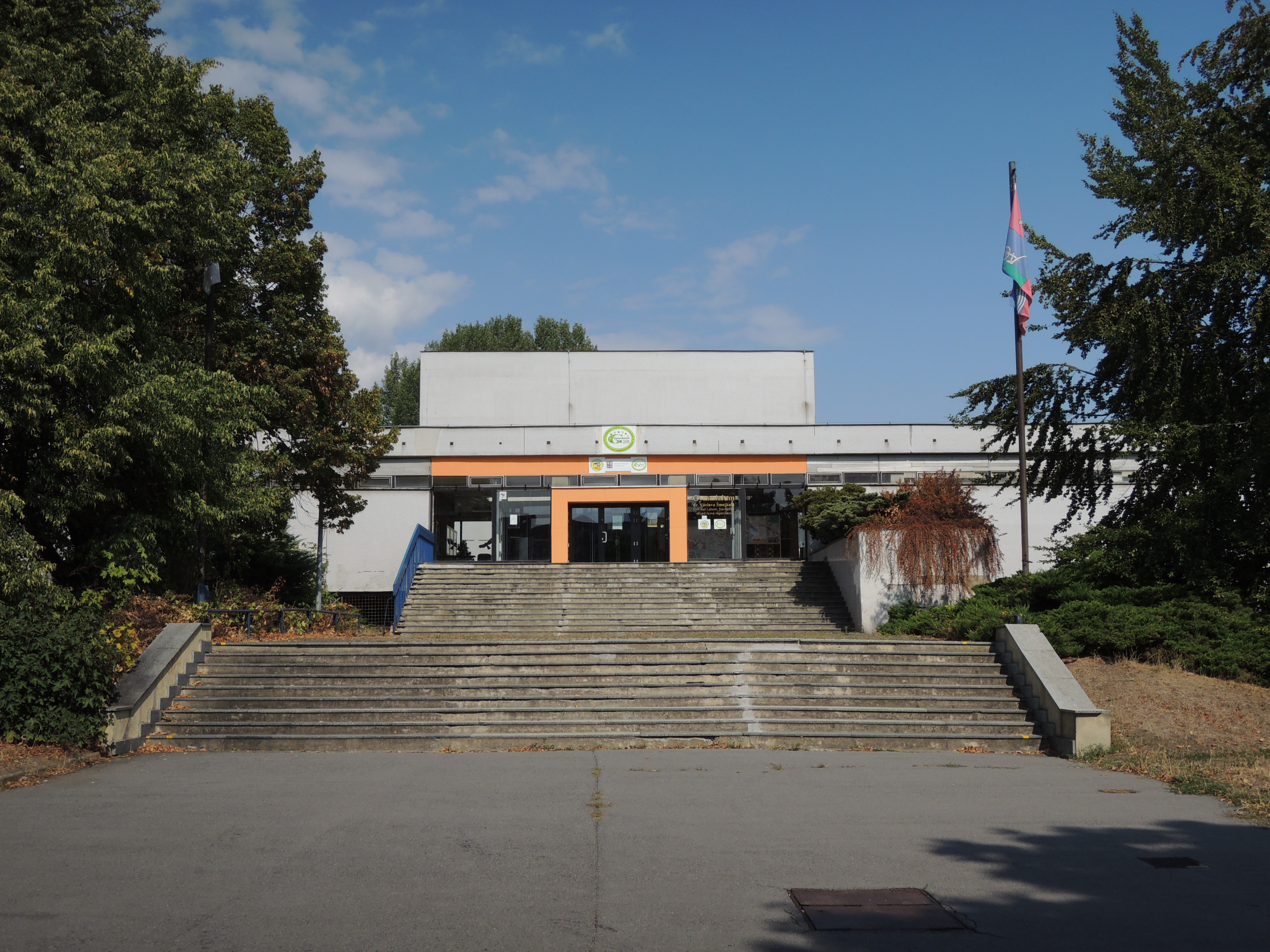
Gymnázium Dr. Václava Šmejkala

### Zdravotnictví a ostatní sociální služby
- Dětský domov v ulici Špálova
- Domov důchodců v ulici V Klidu
- Domov pro osoby se zdravotní postižením v ulici Svojsíkova
- Masarykova nemocnice (krajská nemocnice; na pomezí Terasy a Bukova)
- Zdravotnické středisko v ulici Gagarinova[20]

## Kultura
Městský obvod Ústí nad Labem-Severní Terasa využívá park ke konání různých kulturních akcí. Mezi tradiční akce patří pálení čarodějnic, Halloween na laguně, rozsvěcování vánočního stromečku a Den Severní Terasy, jež se slaví od roku 2009. Od roku 2016 se také pořádá běh Rainbow run, který kromě klasického běhu zahrnuje i házení barevných prášků a doprovodný program. Krom toho se zde nachází několik menších multifunkčních volnočasových a kulturních center.

## Přírodní poměry

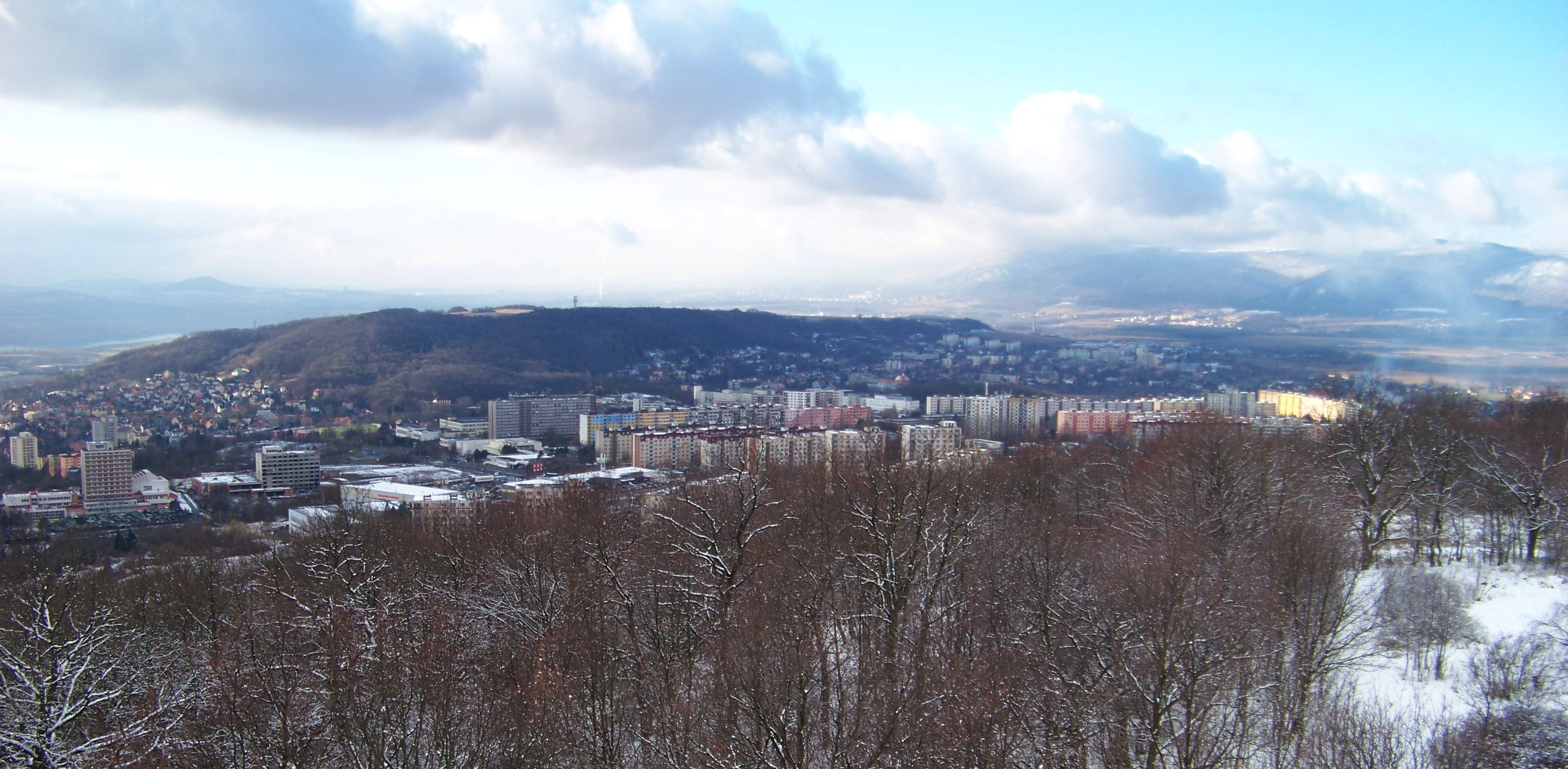
Pohled z Erbenova vyhlídka na Severní Terasu v zimě. V pozadí nejdříve Střížovický vrch, dále České středohoří vlevo, vpravo Krušné hory

Severní Terasa se nachází na vyvýšenině oproti městu ve nadmořské výšce kolem 290 m n. m. Díky tomu je z ní možný výhled na vrcholy Českého Středohoří jako například Milešovka nebo Kletečná. V okolí se nachází vrcholy Holoměř (294.m n. m.), Velký Brand (436 m n. m.) poblíž Erbenovy rozhledny a vrch Čepec (478 m n. m.) Přímo u sídliště leží údolí, kterým protéká Chuderovský potok. Za ním začíná chráněná krajinná oblast České Středohoří.
Kulturní zeleň je zastoupena především Centrálním parkem tvořícím středovou část sídliště. Vodním prvkem je zde uměle vytvořená laguna, kde přebývají kachny nebo některé chráněné druhy žáb. Celé sídliště se již delší dobu potýká s přemnožením prasete divokého.